# Flèche wallonne 1970
La Flèche wallonne 1970, 34e édition de la course, a lieu le 19 avril 1970 sur un parcours de 225 km. La victoire revient au Belge Eddy Merckx, qui a terminé la course en solitaire en 5 h 49 min 00 s, devant ses compatriotes Georges Pintens et Eric De Vlaeminck.
Sur la ligne d’arrivée à Marcinelle, 59 des 137 coureurs au départ à Liège ont terminé la course.

## Classement final
| #  | Coureur               | Équipe                   |    | Temps           |
| -- | --------------------- | ------------------------ | -- | --------------- |
| 1  | Eddy Merckx           | Faemino-Faema            | en | 5 h 49 min 00 s |
| 2  | Georges Pintens       | Dr. Mann-Grundig         | +  | 53 s            |
| 3  | Eric De Vlaeminck     | Flandria-Mars            |    | 1 min 06 s      |
| 4  | Roger Rosiers         | Bic                      |    | 1 min 06 s      |
| 5  | Daniel Van Rijckeghem | Dr. Mann-Grundig         |    | 1 min 06 s      |
| 6  | Frans Verbeeck        | Geens-Watney-Diamant     |    | 1 min 06 s      |
| 7  | Jan Krekels           | Caballero-Laurens        |    | 1 min 06 s      |
| 8  | Jean-Pierre Monseré   | Flandria-Mars            |    | 1 min 06 s      |
| 9  | André Dierickx        | Flandria-Mars            |    | 1 min 06 s      |
| 10 | Raymond Poulidor      | Fagor-Mercier-Hutchinson |    | 1 min 06 s      |